# Stensjön (Ekshärads socken, Värmland)
Stensjön är en sjö i Hagfors kommun i Värmland och ingår i Göta älvs huvudavrinningsområde. Sjön är 6 meter djup, har en yta på 0,84 kvadratkilometer och befinner sig 319 meter över havet. Sjön avvattnas av vattendraget Lövån (Stensjöälven). Vid provfiske har abborre och gädda fångats i sjön.

## Delavrinningsområde
Stensjön ingår i det delavrinningsområde (669315-138430) som SMHI kallar för Utloppet av Stensjön. Medelhöjden är 335 meter över havet och ytan är 3,23 kvadratkilometer. Det finns ett avrinningsområde uppströms, och räknas det in blir den ackumulerade arean 27,3 kvadratkilometer. Lövån (Stensjöälven) som avvattnar avrinningsområdet har biflödesordning 3, vilket innebär att vattnet flödar genom totalt 3 vattendrag innan det når havet efter 395 kilometer. Avrinningsområdet består mestadels av skog (68 procent). Avrinningsområdet har 0,85 kvadratkilometer vattenytor vilket ger det en sjöprocent på 26,2 procent.